# 戴爾布魯克 (緬因州)
戴爾布魯克（英語：Dyer Brook）是一個位於美國緬因州阿魯斯圖克縣的市鎮。

## 人口
根據2020年美國人口普查的數據，戴爾布魯克的面積為99.77平方千米，當中陸地面積為99.74平方千米，而水域面積為0.03平方千米。當地共有人口215人，而人口密度為每平方千米2人。